# France Štiglic
France Štiglic (Kranj, 1919. november 12. – Ljubljana, 1993. május 4.) szlovén filmrendező.

## Élete
France Štiglic katonatiszt és Marija tizenegy gyermeke közül a tizedikként született Kranjban. Tanulmányait szülővárosában kezdte, majd 1939-ben a Ljubljanai Egyetemen kezdett jogi tanulmányokat, de ugyanabban az évben abba is hagyta. Beiratkozott a ljubljanai konzervatóriumba és Milan Skrbinšek színésziskolájába, és 1939. októbertől 1941. áprilisig az ifjúsági színházban játszott. A második világháború alatt újságíróként dolgozott, és Tugo néven partizánként harcolt. A háború után színészként lépett fel, forgatókönyveket írt, és dokumentumfilmeket forgatott. Mladina gradi című dokumentumfilmjével elnyerte Szent Márk Bronz Oroszlánját.
1948-ban forgatta első játékfilmjét A Sas fia (Na svoji zemlji) címmel, amely második világháború idején játszódik, és egy szlovén hegyi falu lakóiról szól. A korszak számos filmjéhez hasonlóan a film erősen hazafias jellegű, hangsúlyozza az új független állam, Jugoszlávia jelentőségét, és tiszteleg Josip Broz Tito előtt. A kritikusok dicsérték a film gazdag képi nyelvét, a korabeli háborús filmekhez képest hitelesebb beállításokat és  pszichológiai környezetet.
A háborús téma dominál Štiglic műveiben. Többek között megrendezte A béke völgye (Dolina miru) című háborús drámát John Kitzmillerrel a főszerepben. Kitzmiller egy amerikai pilótát alakít, aki a második világháború során lezuhan Szlovéniában; ezért a szerepért az 1957-es cannes-i filmfesztiválon elnyerte a legjobb férfi alakítás díját.
Štiglic legismertebb filmje, A kilencedik kör (Deveti krug, 1960) a horvátországi zsidóüldözés témáját dolgozza fel egy zágrábi zsidó kislány példáján. A filmet 1961-ben jelölték az Oscar-díjra a legjobb idegen nyelvű film kategóriában.
A béke völgye és A kilencedik kör nemzetközi elismerést szerzett Štiglicnek, akit egyik legjelentősebb kortárs jugoszláv filmrendezőnek tekintettek. Hosszú időn át ő töltötte be a szlovén filmesek egyesületének elnöki tisztségét, és 1953–1967 között a Prosvetno-kulturni zbor egyesület tagja volt. Štiglic többnyire Ljubljanában élt, és rendszeresen tanított az ottani Színházi, Rádió-, Film és Televízió Akadémián. 1973-ban professzorrá, 1976-ban az akadémia dékánjává nevezték ki, 1981-ben vonult nyugalomba.
Fia, Tugo Štiglic (1946–) szintén rendező.

## Főbb filmjei
- 1946: Vojni zlocinci bodo kaznovani, dokumentumfilm
- 1946: Mladina gradi, dokumentumfilm
- 1948: Na svoji zemlji (A Sas fia)
- 1951: Trst
- 1952: Svet na kajzarju
- 1953: Slovo od Borisa Kidrica, dokumentumfilm
- 1955: Volca noc
- 1956: Dolina miru (A béke völgye)
- 1959: Viza na zloto
- 1960: Deveti krug (A kilencedik kör)
- 1961: Balada o trobenti in oblaku
- 1962: Tistega lepega dne
- 1964: Ne joci, Peter (Ne sírj, Péter)
- 1966: Amandus
- 1969: Bratovscina Sinjega galeba, TV-sorozat
- 1972: SLO v Beli Krajini, dokumentumfilm
- 1973: Kamnik
- 1973: Pastirci
- 1975: Povest o dobrih ljudeh (Mese a jó emberekről)
- 1978: Praznovanje pomladi
- 1983: Strici so mi povedali, TV-sorozat
- 1984: Veselo gostivanje

## Fordítás
Ez a szócikk részben vagy egészben  a   France Štiglic című német Wikipédia-szócikk ezen változatának fordításán alapul.  Az eredeti cikk szerkesztőit annak laptörténete sorolja fel. Ez a jelzés csupán a megfogalmazás eredetét és a szerzői jogokat jelzi, nem szolgál a cikkben szereplő információk forrásmegjelöléseként.